# Villiers-le-Sec (Calvados)
Pour les articles homonymes, voir Villiers-le-Sec.
Villiers-le-Sec est une ancienne commune française, située dans le département du Calvados en région Normandie. Devenue le 1er janvier 2017 commune déléguée au sein de la commune nouvelle de Creully sur Seulles, elle est définitivement supprimée le 1er juin 2020 comme les autres communes déléguées de Creully sur Seulles. 

## Géographie
Villiers-le-Sec est une commune située à 2 kilomètres de Creully, 10 kilomètres à l'est de Bayeux et 20 kilomètres au nord-ouest de Caen.

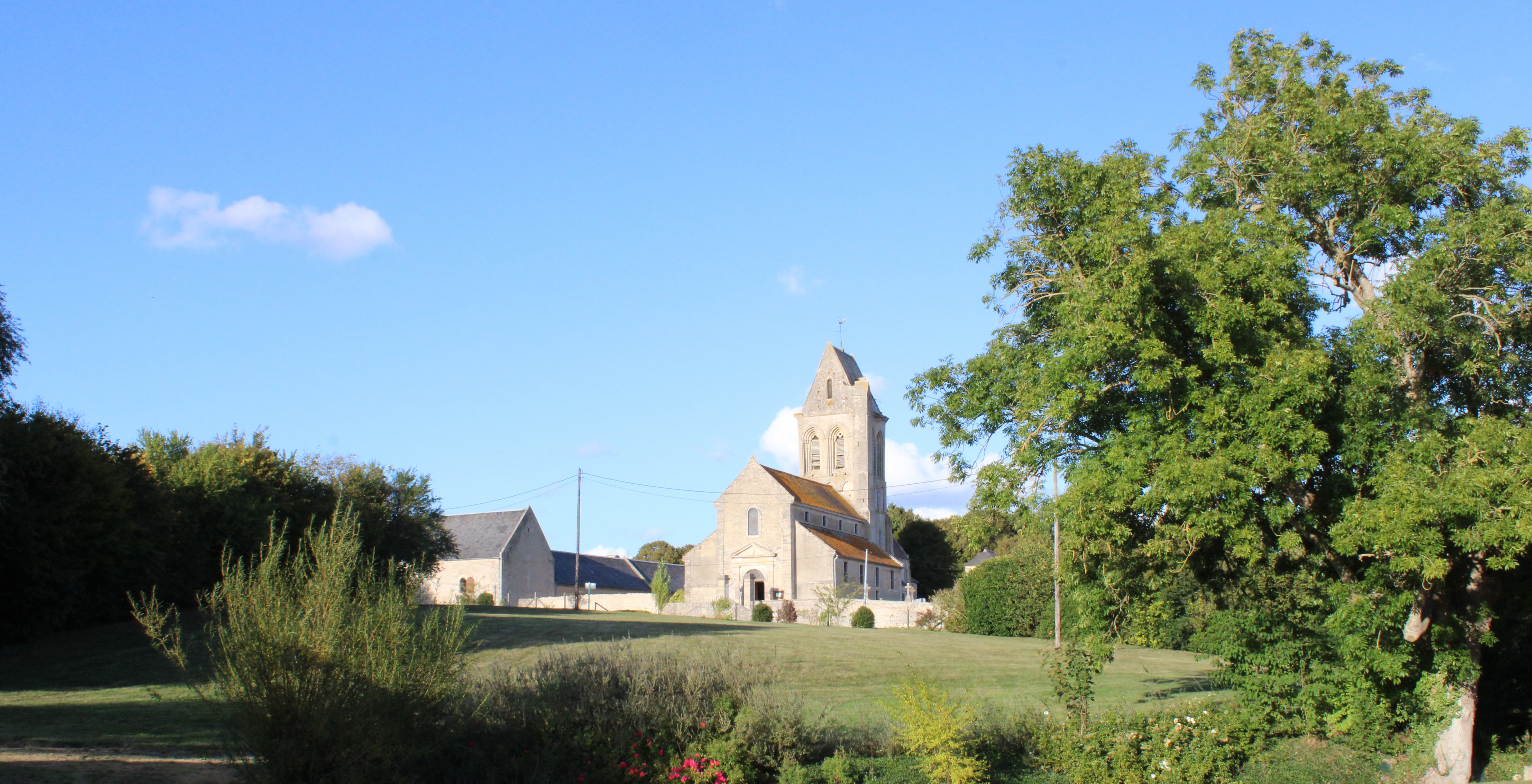
Panorama du village.

| Bazenville | Crépon              | Creully |
| Bazenville | Villiers-le-Sec     | Creully |
| Le Manoir  | Saint-Gabriel-Brécy | Creully |

## Toponymie
Le déterminant -le-sec, la seconde partie du nom, se réfère à l'aridité du sol et à l'absence de cours d'eau.

## Histoire

### Première Guerre mondiale
Au cours de la Première Guerre mondiale, plus de 8 000 soldats belges, blessés sur le front des Flandres lors des combats contre les Allemands, ont été soignés dans le petit séminaire de Villiers-le-Sec. Vingt-huit d'entre-eux décéderont dans cet hôpital militaire. Une plaque commémorative, apposée sur le mur de l'église, leur rend hommage.

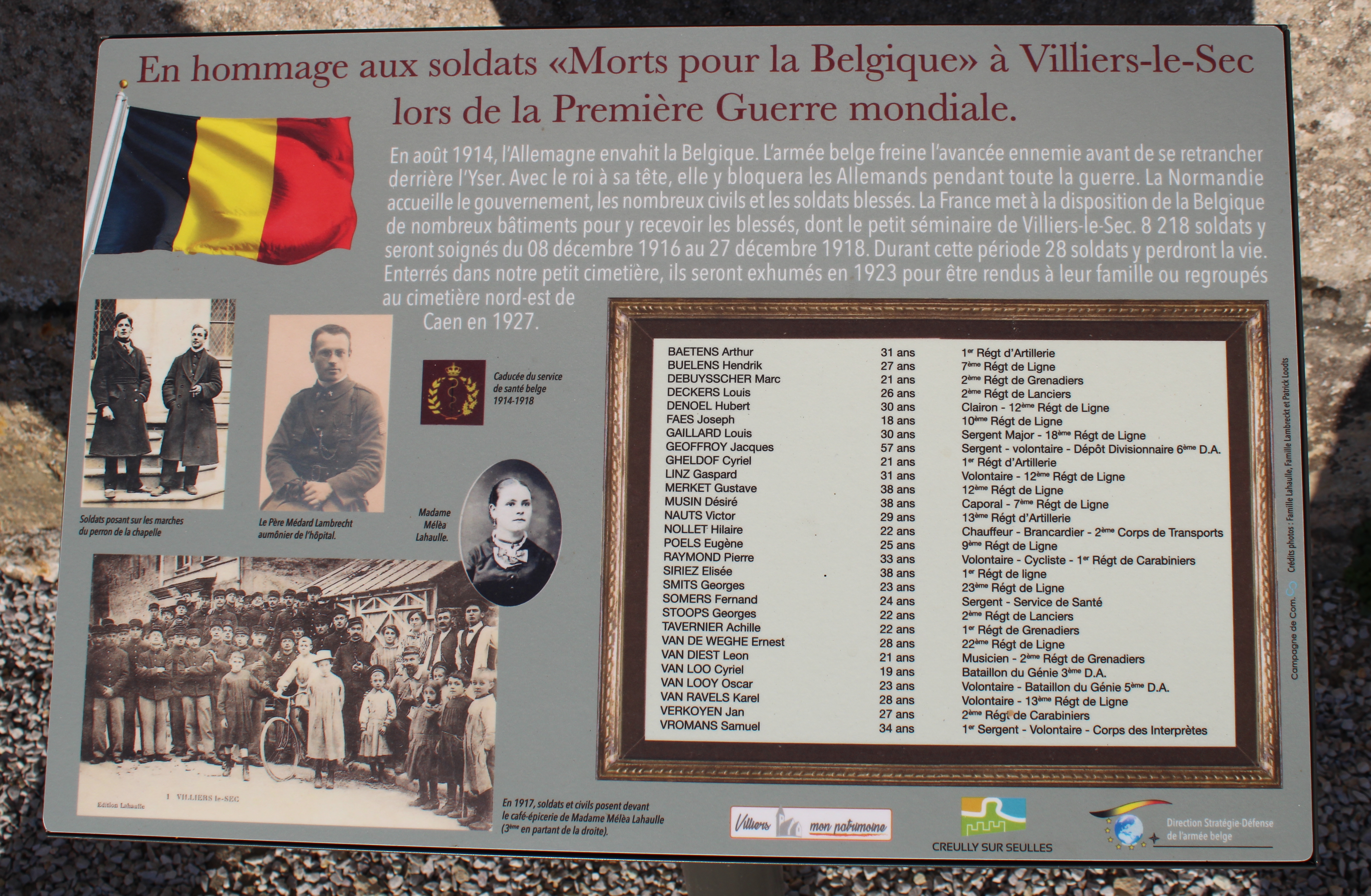
Plaque hommage aux soldats belges.
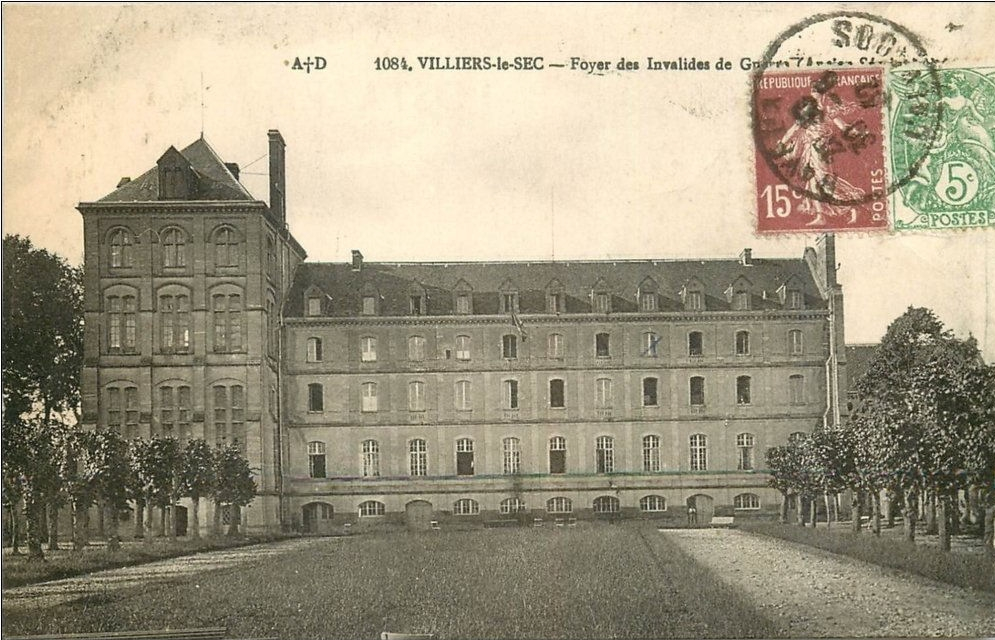
Le Petit Séminaire.

## Politique et administration
| Période                                  | Période  | Identité         | Étiquette             | Qualité     |
| ---------------------------------------- | -------- | ---------------- | --------------------- | ----------- |
| avant 1951                               | ?        | Paul Champonnois | Républicain démocrate | Agriculteur |
|                                          |          |                  |                       |             |
| 1994                                     | En cours | Yves Julien      | SE                    | Agriculteur |
| Les données manquantes sont à compléter. |          |                  |                       |             |

Le conseil municipal est composé de onze membres dont le maire et deux adjoints.

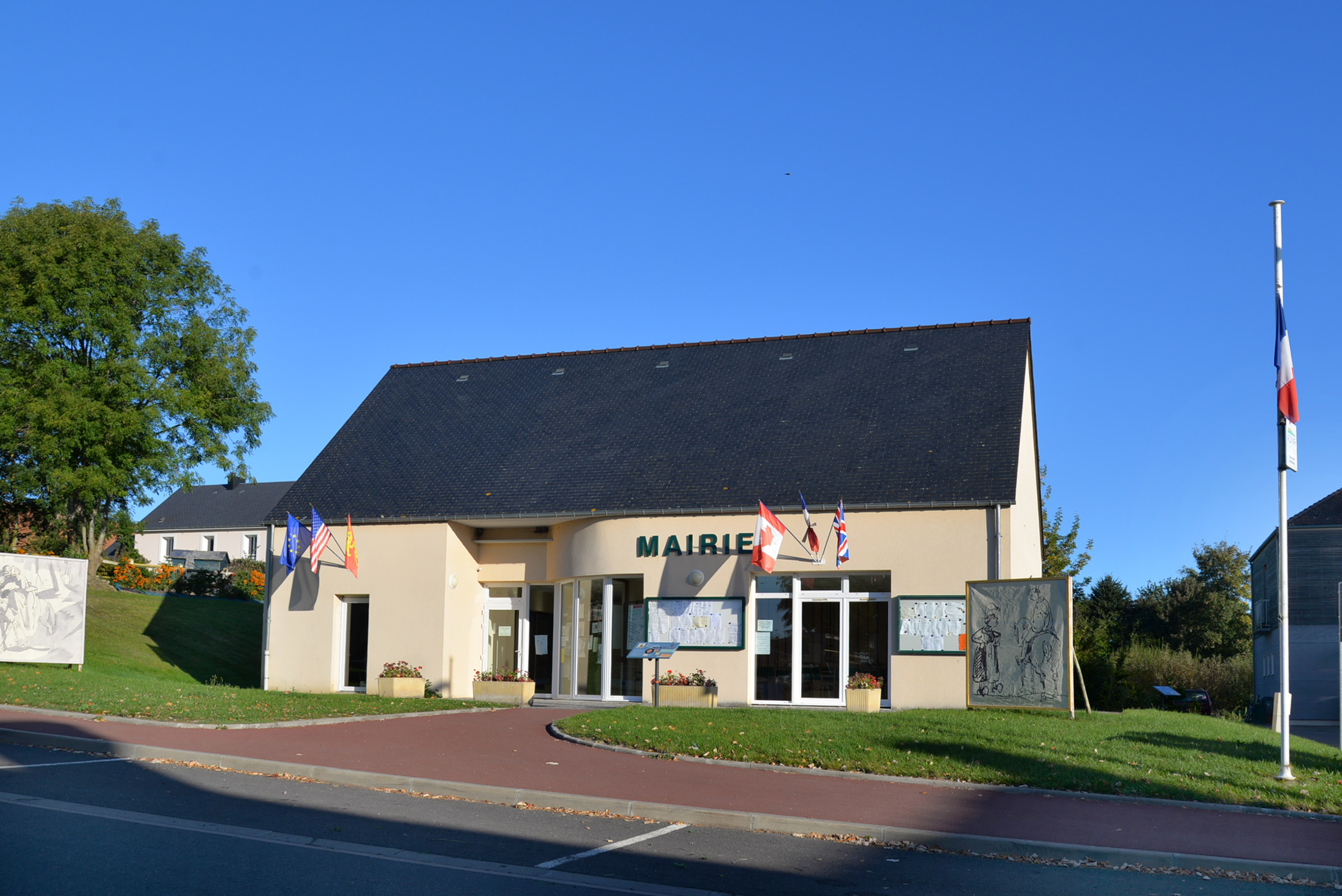
La mairie.

## Démographie
L'évolution du nombre d'habitants est connue à travers les recensements de la population effectués dans la commune depuis 1793. À partir du 1er janvier 2009, les populations légales des communes sont publiées annuellement dans le cadre d'un recensement qui repose désormais sur une collecte d'information annuelle, concernant successivement tous les territoires communaux au cours d'une période de cinq ans. 
Pour les communes de moins de 10 000 habitants, une enquête de recensement portant sur toute la population est réalisée tous les cinq ans, les populations légales des années intermédiaires étant quant à elles estimées par interpolation ou extrapolation. Pour la commune, le premier recensement exhaustif entrant dans le cadre du nouveau dispositif a été réalisé en 2006,.
En 2018, la commune comptait 303 habitants, en évolution de −0,66 % par rapport à 2013 (Calvados : +1,58 %, France hors Mayotte : +2,49 %).
Villiers-le-Sec a compté jusqu'à 532 habitants en 1866.
| 1793 | 1800 | 1806 | 1821 | 1831 | 1836 | 1841 | 1846 | 1851 |
| ---- | ---- | ---- | ---- | ---- | ---- | ---- | ---- | ---- |
| 306  | 270  | 193  | 293  | 250  | 274  | 461  | 476  | 421  |

| 1856 | 1861 | 1866 | 1872 | 1876 | 1881 | 1886 | 1891 | 1896 |
| ---- | ---- | ---- | ---- | ---- | ---- | ---- | ---- | ---- |
| 423  | 528  | 532  | 510  | 521  | 474  | 470  | 418  | 411  |

| 1901 | 1906 | 1911 | 1921 | 1926 | 1931 | 1936 | 1946 | 1954 |
| ---- | ---- | ---- | ---- | ---- | ---- | ---- | ---- | ---- |
| 415  | 345  | 170  | 173  | 166  | 187  | 262  | 412  | 362  |

| 1962 | 1968 | 1975 | 1982 | 1990 | 1999 | 2006 | 2011 | 2016 |
| ---- | ---- | ---- | ---- | ---- | ---- | ---- | ---- | ---- |
| 419  | 401  | 295  | 356  | 338  | 300  | 285  | 299  | 303  |

| 2018 | - | - | - | - | - | - | - | - |
| ---- | - | - | - | - | - | - | - | - |
| 303  | - | - | - | - | - | - | - | - |

## Lieux et monuments
- Ancien séminaire, qui a été pendant un temps une maison de retraite.
- Château de Banville-en-Villiers inscrit aux monuments historiques[11].
- Manoir de Villiers (XVIIe siècle).
- Église paroissiale Saint-Laurent, du XIIIe siècle, classée monument historique en 1913[12]. Elle abrite des tableaux inscrits à titre d'objets[13].

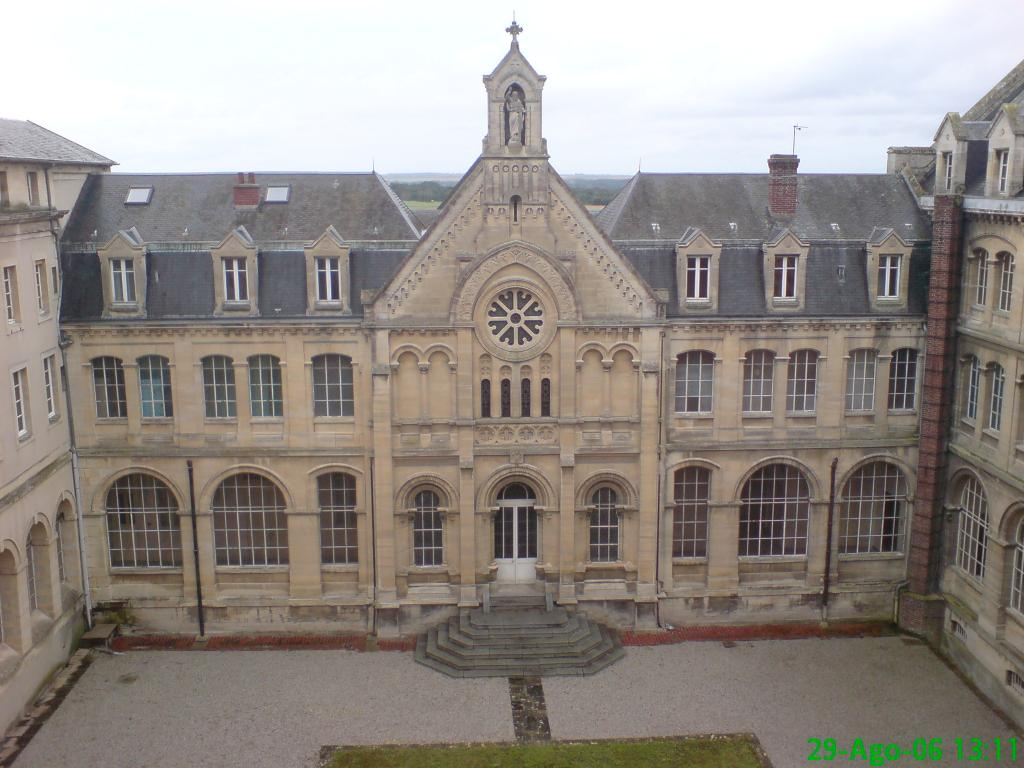
L'ancien séminaire.
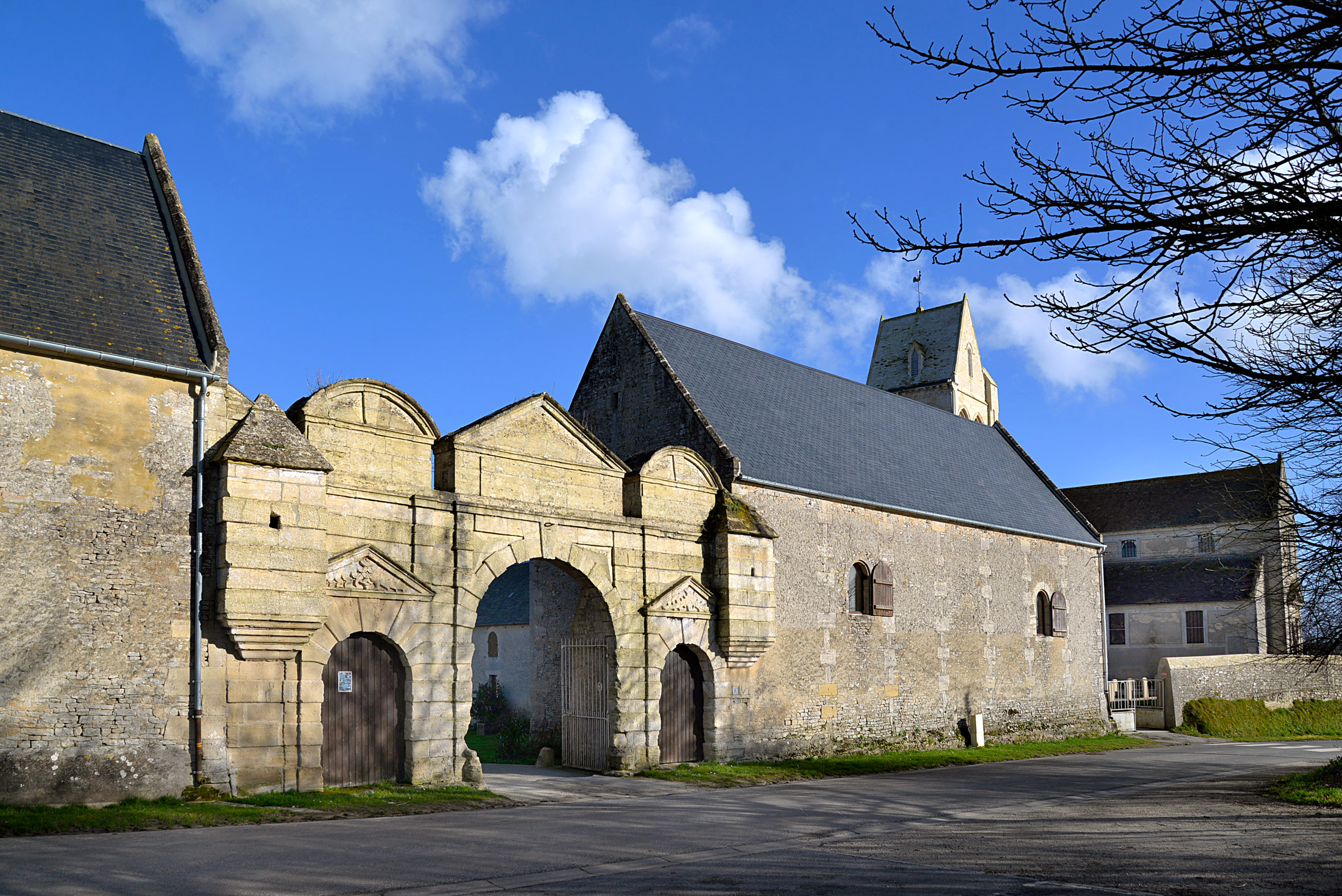
Le portail du manoir de Banville-en-Villiers.
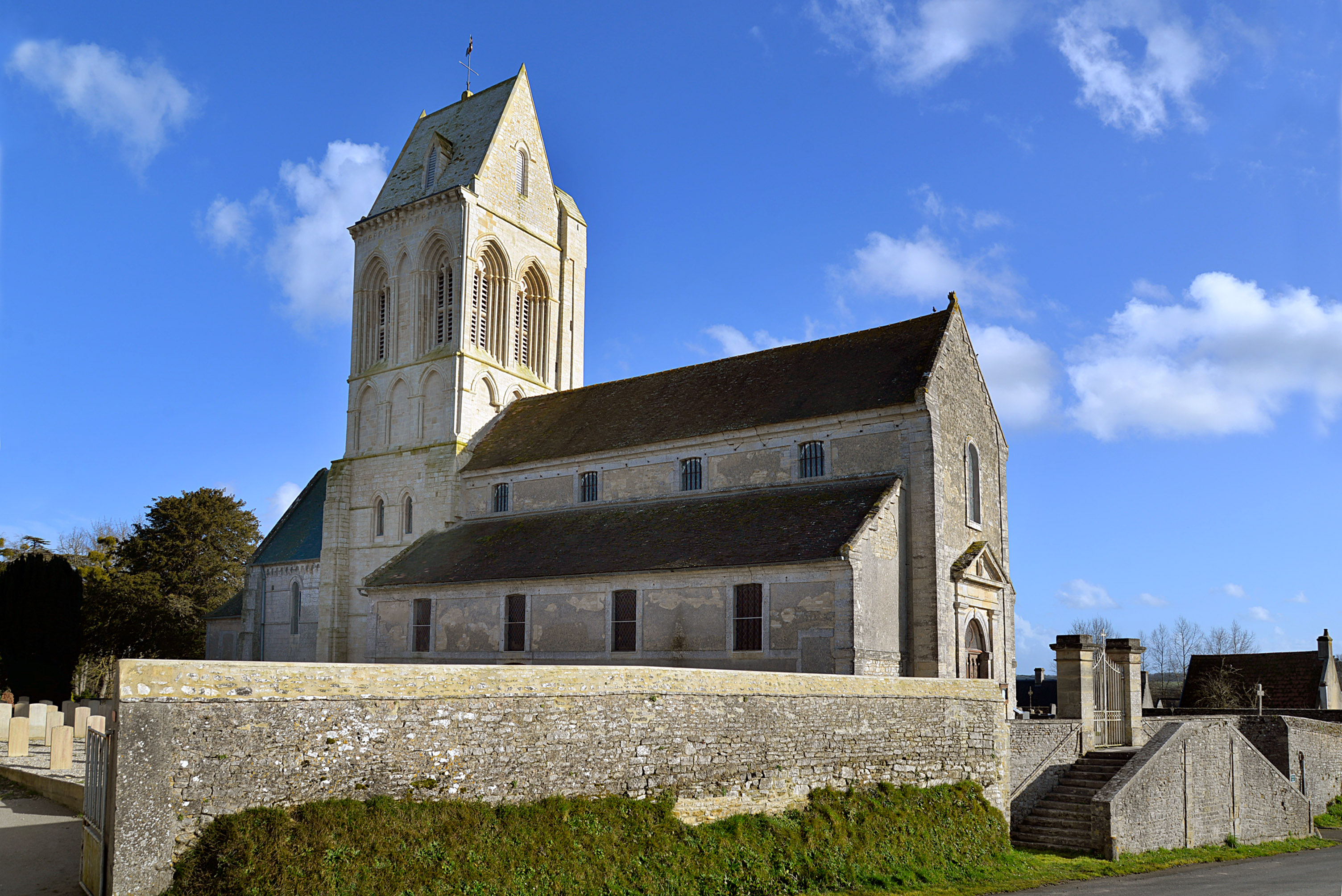
L'église paroissiale Saint-Laurent.

## Personnalités liées à la commune
- Septime Le Pippre (1833-1871), peintre, aquarelliste et militaire, a vécu à Villiers-le-Sec et y est inhumé.
- Gaston Le Révérend (1885-1962), poète, et instituteur, est décédé à Villiers-le-Sec.

## Héraldique
| Blason de Villiers-le-Sec (Calvados) | Blason  | D'azur au chevron d'argent accompagné de trois glands d'or. |
| Blason de Villiers-le-Sec (Calvados) | Détails |                                                             |